# Coppia di Cooper
Una coppia di Cooper, dal nome del fisico Leon Cooper, è uno stato legato fra due elettroni (oppure anche fra due lacune) che si può realizzare grazie all'intervento di una qualche interazione attrattiva, tale da vincere la forza elettrostatica repulsiva fra le due particelle. I due elettroni legati si comportano non più come fermioni, ma come un bosone.
Le coppie di Cooper sono alla base della spiegazione del fenomeno della superconduttività. Nella superconduttività convenzionale, o superconduttività BCS, l'interazione attrattiva fra i due elettroni è data dallo scambio di un fonone. La teoria BCS della superconduttività fu sviluppata da John Bardeen, John Schrieffer e Leon Cooper, che per tali studi vinsero il premio Nobel per la fisica nel 1972.

## Dettagli
La teoria delle coppie di Cooper risale agli anni trenta-quaranta del XX secolo.
L'idea di base è la seguente: un elettrone che si muove in un reticolo cristallino esercita una forza di natura elettromagnetica sugli ioni positivi che costituiscono il reticolo stesso. In certe sostanze ed in certe condizioni di temperatura prossime allo zero assoluto, tale forza diviene sufficiente per produrre una distorsione del reticolo attorno all'elettrone in transito, comportando un aumento della densità delle cariche positive intorno all'elettrone stesso. Tale distribuzione di cariche positive, non essendo disturbata dall'agitazione termica, è sufficientemente stabile da attirare un altro elettrone, poiché l'attrazione risultante può superare la repulsione coulombiana tra i due elettroni ed avere un bilancio netto attrattivo.
Una spiegazione alternativa è che l'elettrone, passando vicino ad uno ione positivo, può interagire con esso mediante la forza di Coulomb, eccitando lo ione che inizierà così a vibrare attorno alla sua posizione di equilibrio. Tale vibrazione può creare delle onde reticolari come se l'elettrone avesse emesso un fonone e gli ioni che vibrano possono così influenzare a loro volta un secondo elettrone, che assorbe il fonone. Lo scambio del fonone dà una forza di tipo attrattivo: da qui la creazione della coppia. La coppia così formata, detta appunto Coppia di Cooper, risulta stabile e più libera di viaggiare nel reticolo in quanto meno soggetta a fenomeni di scattering, ossia di diffusione ottica.
Una coppia di elettroni di Cooper è paragonabile al comportamento degli elettroni di un atomo a due elettroni, come l'elio, o di una molecola di idrogeno e si comporta come un'unica particella con spin intero, 0 o 1 a seconda dell'orientazione di spin dei singoli costituenti. Pertanto le sue proprietà rientrano non più nel campo delle statistiche dei fermioni, ma di quelle dei bosoni (Statistica di Bose-Einstein).
Nei superconduttori alle basse temperature, le coppie di Cooper sono mantenute stabili dalle vibrazioni termiche, che divengono invece causa di instabilità per i superconduttori tradizionali che si ottengono ad alte temperature. Nondimeno, le Coppie di Cooper sono stabili anche alle alte temperature, grazie alle interazioni magnetiche fra le coppie di elettroni, dovute a una comunicazione meccanica quantistica fra gli atomi di ossigeno.
Nel 2022, è stata misurata per la prima volta con un microscopio a effetto tunnel la formazione di correnti di coppie di elettroni (anziché di elettroni singoli) su uno strato di ossido di rame bismuto stronzio calcio.